# Jezioro Krzesińskie
Jezioro Krzesińskie – jezioro w województwie lubuskim, w powiecie słubickim, w gminie Cybinka.

## Charakterystyka
Należy do największych jezior Krzesińskiego Parku Krajobrazowego. Długość 1700 m, szerokość 100–150 m. Jezioro znajduje się na terenie zalewowej terasy Odry, polderu Krzesin–Bytomiec na którym wiosną można obserwować wiele gatunków ptaków. Jezioro z korytem Odry połączone jest Kanałem Krzesińskim.